# Quartz
Quartz являє собою пару технологій Mac OS X, що є частиною Core Graphics framework: Quartz 2D та Quartz Composer. Вона включає 2D візуалізатор та двигун композитора, який посилає інструкції графічній платі. Завдяки використанню векторної графіки, під Quartz зазвичай розуміють технологію Core Graphics.
В загальнішому значенні терміни Quartz та технології Quartz означають всю графічну модель Mac OS X, починаючи від шару візуалізації і закінчуючи композитором. В цьому значенні термін в тому числі покриває Core Image та Core Video.

## Quartz 2D та Quartz Composer
Quartz 2D переважно двовимірна текстова та графічна бібліотека. Вона підтримує інтерфейс Aqua, відображуючи двовимірну графіку, включаючи візуалізацію «на льоту» та згладжування. Quartz дозволяє малювати текст з субпіксельною точністю; графіка піддається згладжуванню, яке включено за замовченням, але може бути відключено. В Mac OS X 10.4 Apple представила Quartz 2D Extreme, який дозволяє Quartz 2D використовувати підтримані ГП (графічні процесори) для візуалізації.

## Використання PDF
Широко заявлено, що Quartz "використовує PDF" внутрішньо, часто люди з'єднануючись з завдяки Display PostScript технології, використовуваній в NeXTSTEP (з яких Mac OS X є нащадком) і OPENSTEP. Візуалізації моделі Quartz добре корелює з PDF графічними об'єктами, що дозволяє легко виводити PDF на різні пристрої.